# ذكاء أبل
ذكاء أبل (بالإنجليزية: Apple Intelligence) هو نظام ذكاء اصطناعي متقدم طورته شركة أبل (Apple Inc.)، يعتمد على تقنيات مبتكرة تجمع بين المعالجة على الأجهزة والخوادم. أُعلن عن النظام رسميًا في العاشر من يونيو 2024 خلال مؤتمر المطورين العالمي (WWDC 2024) كميزة مدمجة في أنظمة التشغيل iOS 18 وiPadOS 18 وmacOS Sequoia، التي كُشِف عنها في الحدث نفسه. يُتاح النظام مجانًا لجميع المستخدمين الذين يمتلكون أجهزة مدعومة. أُطلِقت النسخة التجريبية من البرنامج للمطورين والمختبرين في التاسع والعشرين من يوليو 2024 باللغة الإنجليزية الأمريكية، تزامنًا مع إصدارات بيتا من iOS 18.1 وmacOS 15.1 وiPadOS 18.1. بدأت هذه الإصدارات بالوصول جزئيًا في أكتوبر 2024، ومن المتوقع أن يُطلق النظام كاملًا بحلول عام 2025.
في الحادي عشر من ديسمبر 2024، أُضيفت نسخ محلية من النظام تدعم الإنجليزية بالمملكة المتحدة وأستراليا وكندا ونيوزيلندا وجنوب إفريقيا. من المقرر توسيع نطاق اللغات المدعومة ليشمل الصينية، والإنجليزية (الهند)، والإنجليزية (سنغافورة)، والفرنسية، والألمانية، والإيطالية، واليابانية، والكورية، والبرتغالية، والإسبانية، والفيتنامية على مدار عام 2025. كما يُتوقع أن يبدأ طرح ذكاء أبل في دول الاتحاد الأوروبي اعتبارًا من أبريل 2025.

## النماذج
يتكون ذكاء أبل (Apple Intelligence) من نموذج يعمل على الجهاز (On-Device Model) ونموذج سحابي (Cloud Model) يعمل على الخوادم التي تعتمد بشكل أساسي على شريحة أبل سليكون. كِلا النموذجين يتألفان من نموذج أساسي عام (Foundation Model)، بالإضافة إلى عدة نماذج متكيفة (Adapter Models) متخصصة في مهام معينة مثل تلخيص النصوص وتعديل النغمة.
وفقًا لتقييم بشري أجراه قسم التعلم الآلي في أبل، فإن النموذج الأساسي الذي يعمل على الجهاز يفوق أو يعادل النماذج الصغيرة المماثلة من شركات مثل Mistral AI وMicrosoft وGoogle. أما النماذج السحابية، فقد تفوقت على أداء GPT-3 الخاص بشركة OpenAI، وحققت أداءً مقاربًا لـ GPT-4.
بُنيت النماذج السحابية الخاصة بنظام ذكاء أبل على منصة الحوسبة السحابية الخاصة (Private Cloud Compute)، والتي صُمِمت بعناية مع التركيز على خصوصية المستخدم والتشفير من الطرف إلى الطرف (End-to-End Encryption). وعلى عكس خدمات الذكاء الاصطناعي التوليدية الأخرى مثل شات جي بي تي (ChatGPT) التي تعتمد على خوادم من أطراف ثالثة، فإن النماذج السحابية لـ أبل تعمل بالكامل على خوادم أبل باستخدام أجهزة أبل سيليكون (Apple Silicon) المخصصة لتطبيق التشفير من الطرف إلى الطرف.
صُمِم النظام أيضًا لضمان أن البرمجيات التي تعمل على هذه الخوادم تتطابق مع البرمجيات القابلة للتحقق المستقل والتي يمكن للباحثين الوصول إليها. في حال وجود أي تعارض في البرمجيات، سترفض أجهزة أبل الاتصال بالخوادم.

## الوظائف والميزات

### أدوات الكتابة
نظام ذكاء أبل يتضمن أدوات كتابة مدعومة بالذكاء الاصطناعي تهدف إلى تحسين تجربة الكتابة للمستخدمين بطرق متعددة. تشمل هذه الأدوات ميزات مثل إعادة الصياغة والتدقيق اللغوي، مما يساعد على جعل النصوص أكثر ودية أو إيجازًا أو احترافية، بما يشبه ميزات الذكاء الاصطناعي التي تقدمها أدوات مثل Grammarly. علاوة على ذلك، توفر أدوات الكتابة إمكانية إنشاء ملخصات، واستخراج النقاط الرئيسية، وإعداد جداول أو قوائم استنادًا إلى مقال أو نص مكتوب. سيتوفر الإصدار GPT-4o كميزة اختيارية متكاملة ضمن أدوات الكتابة.

### ساحة لعب الصور (Image Playground)
يتيح نظام ذكاء أبل إنشاء الصور مباشرة على الجهاز باستخدام تطبيق ساحة لعب الصور (Image Playground). وبطريقة مشابهة لتطبيق دال-إي (DALL-E) من أوبن إيه آي (OpenAI)، يمكن للمستخدمين توليد صور باستخدام الذكاء الاصطناعي عن طريق إدخال عبارات أو أوصاف، مع إمكانية تخصيص الأنماط مثل الرسوم المتحركة أو الرسومات التخطيطية. في تطبيق الملاحظات (Notes)، يمكن للمستخدمين الوصول ساحة لعب الصور على أجهزة آيباد (iPad) وماك أو إس (macOS) وآيفون (iPhone) من خلال أداة عصا الصور (Image Wand) الموجودة في لوحة قلم أبل (Apple Pencil)، دون الحاجة إلى فتح تطبيق ساحة لعب الصور بشكل منفصل. كما يمكن تحويل الرسومات التخطيطية (Rough Sketches) التي تُنشئ باستخدام قلم أبل (Apple Pencil) إلى صور.

### جينموجي (Genmoji)
تتيح نماذج تحويل نص إلى صورة المدعومة بالذكاء الاصطناعي في نظام ذكاء أبل للمستخدمين إنشاء صور أصلية تُعرف بـ Genmoji عبر كتابة وصف نصي. يمكن للمستخدمين اختيار أشخاص في الصور وإنشاء Genmoji تشبههم. على غرار الرموز التعبيرية (emoji)، يمكن إدراج Genmoji ضمن النصوص، واستخدامها في ردود الفعل السريعة (tapbacks) أو كملصقات. كما يمكن مشاركتها في تطبيق الرسائل (Messages) وكذلك عبر تطبيقات الطرف الثالث كرسائل مضمنة أو كملصقات.

### تحديث سيري الشامل
حُدثت سيري (Siri)، المساعد الافتراضي لشركة أبل، بقدرات محسّنة بفضل نظام ذكاء أبل. الإصدار الأحدث يتميز بواجهة مستخدم محدثة، ومعالجة متقدمة للغة الطبيعية، وخيار التفاعل عبر النص بمجرد النقر المزدوج على شريط الصفحة الرئيسية دون الحاجة إلى تمكين الميزة من قائمة «إمكانية الوصول»، أو النقر المزدوج على مفتاح الأوامر على نظام macOS.
في تحديث لاحق، سيضيف نظام ذكاء أبل إمكانية استخدام سيري للسياق الشخصي من أنشطة الجهاز للإجابة على الاستفسارات.

### البريد
يضيف ذكاء أبل (Apple Intelligence) ميزة تُعرف بالرسائل ذات الأولوية (Priority Messages) إلى تطبيق البريد (Mail)، والتي تعرض الرسائل الإلكترونية العاجلة مثل الدعوات في نفس اليوم أو بطاقات الصعود إلى الطائرة، مع ملخصات يولدها الذكاء الاصطناعي لمحتوى الرسالة.
كما يكتسب تطبيق البريد القدرة على تصنيف البريد الوارد إلى فئات، مثل الرئيسية (Primary)، المعاملات (Transactions)، التحديثات (Updates)، والعروض الترويجية (Promotions)، بناءً على محتوى الرسالة. وتؤكد أبل أن هذه العملية تتم بالكامل على الجهاز.

### الصور
يتضمن تطبيق الصور (Photos) من أبل ميزة لإنشاء أفلام ذكريات مخصصة (Custom Memory Movies) وتحسين قدرات البحث. يمكن للمستخدمين وصف قصة، ويقوم ذكاء أبل (Apple Intelligence) باختيار الصور، ومقاطع الفيديو، والموسيقى المتطابقة مع القصة.
كما يمكن للمستخدمين إزالة العناصر المشتتة في الصور باستخدام أداة التنظيف (Clean Up) الموجودة في تطبيق الصور. يقوم ذكاء أبل بتحديد الأشياء الموجودة في الخلفية وإزالتها باستخدام النقر، الفرشاة، أو الدائرة. ثم تُنظم هذه العناصر في فيلم يحتوي على تسلسل سردي مبني على الموضوعات المحددة.
بالإضافة إلى ذلك، يمكن للمستخدمين البحث عن صور أو مقاطع فيديو معينة عبر الوصف و/أو الكلمات المفتاحية، ويمكن لذكاء أبل تحديد لحظات محددة داخل مقاطع الفيديو.

### الإشعارات
باستخدام ميزة ملخص الإشعارات (Notification Summary)، يمكن لذكاء أبل تلخيص الإشعارات الواردة من تطبيقات المراسلة ومجموعات الإشعارات من التطبيقات، مما يغني المستخدمين عن فحص كميات كبيرة من الإشعارات. كما أُضيفَ وضع جديد باسم تقليل المقاطعات (Reduce Interruptions)، والذي يقوم بكتم الإشعارات غير المهمة بينما يسمح للإشعارات المهمة بالظهور.

### الذكاء البصري
على أجهزة آيفون 16 (iPhone 16) وآيفون 16 برو (iPhone 16 Pro) أو الإصدارات الأحدث، يمكن للمستخدمين الضغط مع الاستمرار على زر التحكم بالكاميرا والتقاط صورة لعنصر ما، ومن ثم إرسالها إلى شات جي بي تي (ChatGPT) أو البحث باستخدام جوجل (Google).
الصورة الملتقطة لا تُحفظ على الجهاز، وتؤكد أبل أنها لا تحصل على الصورة أيضًا.
صُممت بهذه الميزة لمساعدة الأشخاص على التعرف على العناصر بشكل أسرع.

### دمج شات جي بي تي (ChatGPT)
بفضل شراكة شركة أبل مع أوبن إيه آي (OpenAI)، يشتمل نظام ذكاء أبل على تكامل شامل مع شات جي بي تي (ChatGPT)، مما يتيح للمساعد الشخصي سيري إرسال طلبات المستخدم المعقدة إلى شات جي بي تي عند الضرورة. هذا التكامل يعتمد على نموذج GPT-4o. يكون دمج شات جي بي تي اختياريًا بشكل افتراضي، حيث يُطلب من المستخدمين الموافقة قبل إرسال أي بيانات أو صور إلى خوادم شات جي بي تي، مع إخفاء عناوين IP عند إرسال الطلبات إلى خوادم اوبن إيه اي. تتيح ميزة شات جي بي تي الاستخدام المجاني لجميع المستخدمين دون الحاجة إلى تسجيل الدخول، مع عدد محدود من الطلبات باستخدام نموذج GPT-4o قبل التحويل إلى نموذج أقل قوة. يمكن للمشتركين المدفوعين تسجيل الدخول للوصول إلى ميزات مدفوعة تشمل المزيد من الطلبات باستخدام GPT-4o. تخطط أبل لإضافة نماذج أخرى، مثل جيميناي الخاص بشكرة جوجل، إلى النظام في المستقبل.